# Jerzy Kremky

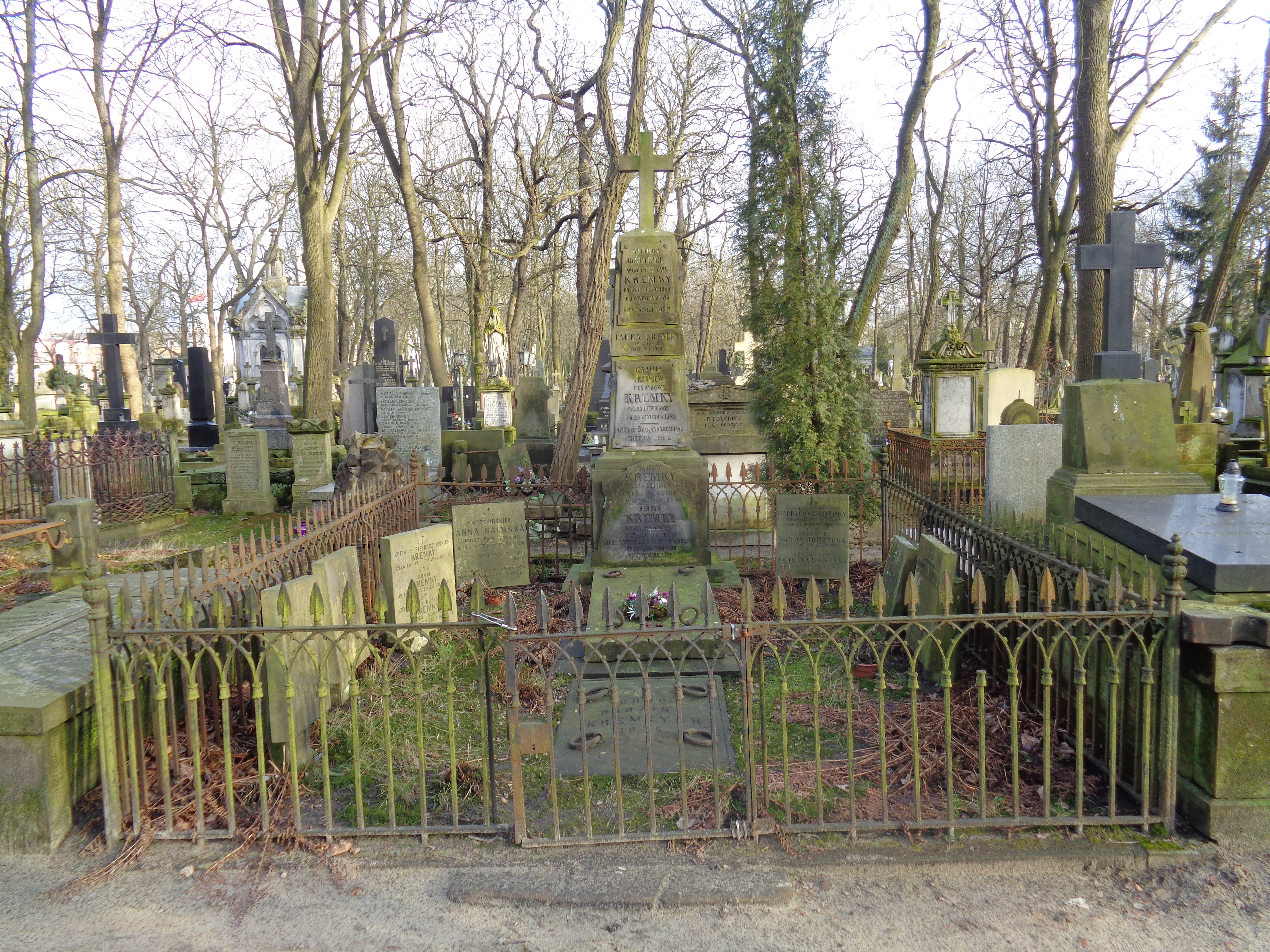
Grób Jerzego Kremky na cmentarzu Powązkowskim

Jerzy Wiesław Kremky (ur. 6 maja 1897 w Warszawie, zm. 15 listopada 1941 w Otwocku) – polski zoolog i entomolog.
Absolwent Wydziału Chemicznego Politechniki Warszawskiej, ochotniczo walczył w wojnie polsko-bolszewickiej.
Od 1922 roku pracował w Państwowym Muzeum Zoologicznym, w 1926 obronił doktorat na Uniwersytecie Poznańskim. Od 1929 roku kustosz Państwowego Muzeum Zoologicznego. Opublikował 15 prac naukowych na temat lepidopterofauny Polski. Autor książki Hodowla motyli (Warszawa, 1935).
Zmarł na gruźlicę w 1941 roku, spoczywa na cmentarzu Powązkowskim (kwatera 32-5/6-11).
Pracował nad systematyką i zoogeografią motyli większych (Macrolepidoptera). Jego dorobek obejmuje 18 publikacji, w tym 1 książkę i 15 prac naukowych.